# Samurai Shirô
Samurai Shirô é um romance gráfico brasileiro criado por Danilo Beyruth e publicado em 2018 pelo selo DarkSide Graphic Novel, da editora DarkSide Books. O livro conta a história ficcional de Akami, uma jovem descendente de japoneses moradora do bairro da Liberdade que na realidade é herdeira da máfia Yakuza, tendo sido escondida no Brasil quando bebê.
Samurai Shirô ganhou, em 2019, o 31º Troféu HQ Mix na categoria "melhor publicação de aventura/terror/fantasia".

## Outras mídias
O livro foi adaptado em um filme, como parte de um projeto surgido ainda durante a produção do romance gráfico. Com direção de Vicente Amorim, o longa-metragem, de coprodução brasileira e japonesa pela Filmland International, lançado em 2022 pela Netflix com o título A Princesa Yakuza e conta no elenco com Jonathan Rhys Meyers, Charles Paraventi, Kenny Leu, Masumi, Eijiro Ozaki, Toshiji Takeshima e Ihara.